# České srdce (organizace)
České srdce – československá sociální péče v Rakousku (německy Tschechisches Herz – Tschechoslowakische soziale Fürsorge in Österreich) byla dobročinná sociální organizace, která vznikla na sklonku 1. světové války na podporu hladovějících dětí, sirotků a vdov ve dvou městech monarchie, v Praze a ve Vídni. Pražská pobočka zanikla roku 1923, vídeňská pobočka existuje dosud.

## Historie
V letech 1917 až 1918 byl vlivem válečného nedostatku také v týlu všude nedostatek potravin a topiva, hlavně ve městech.
Spolek České srdce vznikl na popud básníka a spisovatele Josefa Svatopluka Machara, který žil ve Vídni od roku 1889 a pracoval zde jako bankovní úředník. V době největší válečné bídy vydal výzvu "Pomozme českým hladovějícím dětem ve Vídni!"
Spolek vznikl v Praze v roce 1917 jako Národní pomocné sdružení na podporu všech strádajících dětí, nejen vídeňských. Tvořily jej převážně ženy, protože muži byli na frontě. Mezi zakladatelkami se připomínají Růžena Svobodová, Libuše Bráfová, Anna Podlipná nebo Zdenka Braunerová. Následovaly ustavující schůze ve Vídni 25. 1. a 8. 2. 1918. Spolek se deklaroval jako nepolitické charitativní dobročinné sdružení a jeho členskou základnu ve Vídni tvořili příslušníci a především příslušnice české menšiny. Vídeňské frakci spolku se tehdy podařilo zorganizovat významnou akci česko-rakouské sociální pomoci. Finančně i organizačně zajistil pobyt českých dětí z Vídně v rodinách na českém venkově. Prostředky na pobyt dětí pocházely z veřejných dobročinných sbírek, které České srdce zorganizovalo, a z příspěvků vlastních členů, respektive členek. České srdce tak umožnilo mnoha stovkám dětí prožít dva měsíce bez hladu v českém prostředí.
Sociální činnost spolku se nezaměřovala jen na hladovějící děti a válečné sirotky, ale i na vdovy a opuštěné ženy, válečné invalidy a seniory. Organizovaly se dobročinné akce jako bazary nebo koncerty, prázdninové ozdravné pobyty dětí a mladistvých, podporovaly a zajišťovaly se pečovatelské služby.

## Pražské sdružení
Pražské sdružení bylo rozděleno do místních částí podle městských čtvrtí (např. Nové Město, Nusle, …) a svoji činnost ukončilo roku 1923.

## Vídeňské sdružení
K úřednímu zapsání vídeňské buňky spolku České srdce do Centrálního spolkového registru v Rakousku došlo v roce 1920. Většina tamních vídeňských Čechů byla členy socialistických stran, které měly ve svém programu sociální práci. Byly to Československá strana sociálně demokratická, Socialistická strana Rakouska, Českoslovanská strana národně socialistická a její Československá jednota Barák. Řada členů však pocházela i z Československé strany lidové v Rakousku (která od roku 1935 vystupovala jako nepolitický Svaz českých katolíků v Rakousku) a Jednoty svatého Metoděje. Dalšímu rozvoji spolkové činnosti a školství pomohlo uzavření tzv. Brněnské smlouvy (1920).
Vídeňské České srdce rovněž významně podporovalo české menšinové aktivity obecně. V poválečných letech soustředilo svoji pozornost především na české školství. Oblíbenou spolkovou aktivitou, stmelující všechny příslušníky menšiny, bylo i pořádání zábavných akcí, divadelních a filmových představení jak pro děti, tak pro dospělé, a společné oslavy významných svátků.
V době největšího rozmachu své činnosti v polovině 20. let měl vídeňský spolek svůj odbor v každém vídeňském okrese a dalších takřka 20 odborů mimo Vídeň. Ústředí spolku a jeho kancelář sídlily v letech 1920-1938 ve IV. vídeňském okrese na adrese Johann Straussgasse 36/14 a v letech 1939-1968 v prvním okrese na Drachengasse 3. Spolek měl okolo deseti tisíc členů a několik stovek přispěvatelů z řad nečlenů. Aktivity vídeňského Českého srdce byly tehdy také podporovány velkými dotacemi z Československa.
Prvním předsedou spolku byl zvolen významný představitel vídeňské menšiny Antonín Machát, kterého v období první republiky vystřídal František Strnad. Mimořádné zásluhy o rozvoj Českého srdce měla místopředsedkyně Anastásia Gregorová, druhým místopředsedou byl v době první republiky zvolen profesor českého gymnázia ve Vídni Dr. Blahomír Žahour a jednatelem knihkupec Alois Jošt. Ten se stal v roce 1935 také předsedou Menšinové rady a v letech 1938-1944 byl předsedou Českého srdce.
V roce 1925 zhotovil medailér Jan Čejka (1878-1925) na žádost Českého srdce pamětní medaili "J. S. Machar – České srdce vídeňské – svému zakladateli". Medaile byla při významných dnech udělována zasloužilým příslušníkům spolku i menšiny.
Nástup fašismu vídeňské spolkové aktivity omezil. Některé české spolky, které ve svých stanovách deklarovaly charitativní povahu, mohly pokračovat ve své činnosti i za nacismu. Byla to Slovanská beseda, Jednota svatého Metoděje a také České srdce. Řadě členů tím byla umožněna odbojová činnost v rámci spolkových aktivit.
Po osvobození bylo v Československu na žádost rakouských krajanů rozhodnuto o jejich návratu do vlast. Tou byl pověřen Československý ústřední výbor pod vedením Josefa Pojara. České srdce mělo ve výboru svého zástupce. Původní předpoklad návratu menšiny do staré vlasti se však nenaplnil a ve Vídni i v celém Rakousku se opakovala situace z doby po první světové válce. Vázlo zásobování, obyvatelstvo trpělo hlady a České srdce znovu organizovalo pomoc nejpotřebnějším.
České srdce ve Vídni provozovalo také vlastní vydavatelskou činnost. Již od roku 1921 vydávalo pravidelný věstník, který se v roce 1923 stal přílohou kulturní revue Dunaj. Nejdůležitějším počinem Českého srdce v mediální oblasti však bylo dlouhodobé zajištění Vídeňských svobodných listů. V době jejich finanční krize se České srdce stalo majitelem, a převzalo tak na sebe veškeré finanční závazky. Byli to především vedoucí činitelé Českého srdce, kteří si uvědomovali důležitost existence menšinového periodika a udržovali ho při životě i v obdobích, kdy se Vídeňské svobodné listy ocitly ve špatné hospodářské situaci. Poté, co list začal získávat pravidelnou finanční podporu od rakouského Spolkového kancléřství na doporučení jeho Poradního sboru pro českou menšinu, přešla role majitele Vídeňských svobodných listů v roce 1996 z Českého srdce opět na Menšinovou radu.